# Lynch (banda)
Lynch (estilizado como lynch.) é uma banda japonesa de metal visual kei fundada em 2004 em Nagoya, formada pelo vocalista e compositor principal Hazuki, guitarristas Reo e Yusuke, baixista Akinori e baterista Asanao. 
O grupo foi ranqueado em quarto lugar no ranking de artistas visual kei da JRock News de 2020, em décimo terceiro lugar em 2019 e em terceiro lugar em 2018.

## Carreira

### 2004–2009: Anos iniciais

Logotipo da banda.

lynch. formou-se em agosto de 2004 quando Reo da banda Gullet se juntou a Hazuki da banda Deathgaze e o baterista Asanao do Sicstar em Nagoya. Após alguns meses, Yukino juntou-se como baixista suporte. Fizeram seu primeiro show ao vivo no dia 27 de dezembro em Shibuya. Começaram a realizar turnês no ano seguinte e lançaram seu primeiro álbum, greedy dead souls, pelo selo Marginal Works, em 20 de abril de 2004. Em 2006, Yusuke entrou como segundo guitarrista.
Em 2007, a banda assinou com a CLJ Records, uma gravadora europeia dedicada a promover artistas japoneses de rock e metal no exterior e seus trabalhos ficaram disponíveis fora do Japão desde então. Também assinaram contrato com a gravadora alemã Okami Records em 2012.
Em 2009, lynch. fez uma turnê com as bandas heidi. e Sadie intitulada "Counter Culture". Em 27 de maio, eles anunciaram através de seu site oficial o lançamento de seu quarto álbum, Shadows, que foi lançado em 8 de julho de 2009 e alcançou a 57° posição nas paradas da Oricon Albums Chart.

### 2010–2015: Estreia em uma grande gravadora
Em julho de 2010, o lynch. anunciou que deixaria de ser uma banda independente. A banda iniciou sua última turnê intitulada "THE JUDGMENT DAYS LAST INDIES TOUR" em sua gravadora independente em setembro de 2010. No meio da turnê, a banda anunciou que Hazuki não participaria da turnê devido ao diagnóstico de faringite aguda e laringite, acompanhada de inchaço das cordas vocais. lynch. continuou com a turnê sem Hazuki e ofereceu o reembolso dos ingressos onde Hazuki não estava presente. No show final da turnê em 19 de dezembro, Akinori, até então baixista suporte, se tornou o baixista oficial da banda.
Em 1 de junho de 2011, o álbum I BELIEVE IN ME foi lançado, sendo o primeiro lançamento de lynch. em sua nova e primeira grande gravadora, a King Records. Em dezembro de 2013, lynch. fez sua primeira turnê nas casas de show Zepp em Tóquio, Nagoya e Osaka. Em 2014, o fã-clube oficial da banda chamado "SHADOWS" foi aberto.

### 2016–2019: Saída e retorno de Akinori
Em novembro de 2016, o baixista Akinori foi preso por porte ilegal de cannabis e após ser solto decidiu deixar a banda. Com sua decisão, a banda entrou em um hiato imediato em 20 de dezembro. Retornaram lançando e EP "SINNERS" em maio de 2017, com a presença de baixistas convidados como J, Yukke (MUCC) e Yoshihiro Yasui (Outrage). No final do ano, lynch. fez um cover de "XXX for You", canção de D'erlanger para o álbum de tributo D'ERLANGER Tribute Album ~Stairway to Heaven~ em setembro e em novembro fez um cover de "Bouzen Jishitsu" (茫然自失) do MUCC para o álbum tributo TRIBUTE OF MUCC -en-.
Em seu show de celebração aos treze anos de banda em 11 de março de 2018, Akinori oficialmente voltou a banda. Posteriormente, eles regravaram o baixo de todas as faixas do single SINNERS EP e BLØOD THIRSTY CREATURE com Akinori e lançaram o EP SINNERS -no one can fake my bløod- em 25 de abril de 2018. Em 11 de julho de 2018, eles lançaram o álbum intitulado XIII em comemoração ao seu 13° aniversário. É o álbum mais bem sucedido da banda até então, alcançando a oitava posição na Oricon.

### 2020–presente: Campanha beneficente e Nippon Budokan
No ano de 2020, em meio a pandemia de COVID-19, o lynch. realizou uma campanha beneficente as casas de show do Japão com o lançamento do single "Overcome the Virus". O dinheiro arrecadado do single, cerca de 11 milhões de ienes, foi doado a 149 casas de show. Em 16 de setembro, Hazuki iniciou carreira solo com o álbum Souen -Funeral-.
Um concerto foi marcado no Nippon Budokan em 8 de fevereiro de 2021, mas foi cancelado por conta do estado de emergência da pandemia no Japão.
Devido a dificuldades de composição e escrita das canções e com o vocalista almejando focar em sua carreira solo, lynch. entrou em hiato em 31 de dezembro de 2021, depois de terem lançado a compilação de músicas 2011-2020 COMPLETE BOX. Também foi revelado que a banda já cogitava entrar em hiato desde outubro de 2020. Porém, Hazuki esclareceu que o lynch ainda pretende, no final de 2022, realizar o show no Nippon Budokan que foi cancelado. Os outros membros também iniciaram outras atividades: Akinori formou a banda Vivace, Reo reviveu a antiga banda kein e Yusuke segue com a dupla musical Kenko.
Em setembro de 2022, Lynch voltou a ativa e anunciou que o show no Nippon Budokan aconteceria em 23 de novembro. No show, eles anunciaram um novo álbum de estúdio. Em janeiro de 2023, o título e data de lançamento foram revelados: Reborn, lançado em 1 de março. Foi o primeiro álbum da banda a ter canções escritas por todos os membros.
Em 16 de setembro de 2024 participarão do show Luv Together sediado pela banda Mucc em Roppongi, com outros grupos como Kizu e An Cafe.

## Estilo musical e temas
As letras das canções misturam inglês com japonês, sendo que todos os títulos são em inglês.

## Influências
Como uma banda de Nagoya, Hazuki e Reo citaram os artistas dessa região Kuroyume e Rouage como influências. Reo também cita Bauhaus, Dead Can Dance e Cocteau Twins. Hazuki, e seu desejo de iniciar uma banda, foram principalmente influenciados por Kiyoharu e ele produziu covers de seus artistas favoritos, como Kuroyume, Luna Sea e Buck-Tick em seu primeiro álbum solo.

## Membros
- Hazuki (葉月) – vocais principais (2004–presente)
- Reo (玲央) – guitarra solo, vocais de apoio (2004–presente)
- Asanao (晁直) – bateria (2004–presente)
- Yusuke (悠介) – guitarra rítmica, vocais de apoio (2006–presente)
- Akinori (明徳) – baixo, vocais de apoio (2010-2016, 2018–presente)

## Discografia
Álbuns de estúdio
| Título                         | Lançamento             | Posição na Oricon |
| ------------------------------ | ---------------------- | ----------------- |
| Greedy dead souls              | 20 de abril de 2005    | -                 |
| The Avoided Sun                | 25 de abril de 2007    | 159               |
| The Buried                     | 7 de novembro de 2007  | 120               |
| Shadows                        | 8 de julho de 2009     | 57                |
| I Believe In Me                | 1 de junho de 2011     | 18                |
| Inferiority Complex            | 27 de julho de 2012    | 39                |
| Gallows                        | 9 de abril de 2014     | 14                |
| D.A.R.K. -In the name of evil- | 7 de outubro de 2015   | 11                |
| Avantgarde                     | 14 de setembro de 2016 | 13                |
| XIII                           | 11 de julho de 2018    | 8                 |
| Ultima                         | 18 de março de 2020    | 22                |
| Reborn                         | 1 de março de 2023     | 19                |

### EPs
- Underneath the Skin (16 de novembro de 2005)
- Exodus (14 de agosto de 2013)
- Sinners (31 de maio de 2017)
- Sinners: No One Can Fake My Blood (25 de abril de 2018)
- Fierce-EP (26 de junho de 2024)

### Singles
- "A Grateful Shit" (20 de julho de 2006)
- "Roaring in the Dark" (15 de novembro de 2006)
- "Enemy" (13 de dezembro de 2006)
- "Forgiven" (17 de janeiro de 2007)
- "Adore" (2 de abril de 2008)
- "Ambivalent Ideal" (15 de outubro de 2008)
- "A Gleam in Eye" (28 de abril de 2010)
- "Judgement" (22 de setembro de 2010)
- "Mirrors" (9 de novembro de 2011)
- "Lightning" (24 de outubro de 2012)
- "Ballad" (20 de fevereiro de 2013)
- "Anathema" (13 de julho 2013)
- "Evoke" (5 de agosto de 2015)
- "Eternity" (2 de setembro de 2015)
- "Blood Thirsty Creature" (8 de novembro de 2017)
- "Creature" (11 de novembro de 2017)
- "Xero" (18 de março de 2020)
- "Allive" (23 de dezembro de 2020)